# Juan Escalona
Juan Manuel de Escalona Arguinzones (Caracas, 1768- Caracas, 23 de marzo de 1833) fue un militar venezolano, miembro del primer triunvirato independentista cuyo periodo gubernamental es conocido como la primera República (1811-1812).

## Carrera militar
Fue cadete desde 1788, en 1810 era ya capitán del batallón Veterano. La Junta Suprema de Caracas lo nombró comandante militar de La Guaira (20 de abril de 1810).

## Carrera política

### Diputado al Congreso y miembro del Primer Triunvirato
Fue diputado al Congreso de Venezuela (2 de marzo de 1811). Pasó a formar parte del triunvirato del Poder Ejecutivo, al lado de Cristóbal Mendoza y Baltasar Padrón, se turnaron estos semanalmente en el ejercicio de la presidencia desde el 6 de marzo de 1811 al 21 de marzo de 1812. Suscribió el Acta de Independencia. Al terminar el mandato del primer triunvirato se reincorporó al Ejército y luchó por la Independencia.

## Pospresidencia
Defendió la ciudad de Valencia en 1814 contra las tropas de José Tomás Boves, esta ciudad había sido acorralada y no contaba con apoyo de los independentistas debido a que el ejército patriota había sido derrotado en la Segunda Batalla de La Puerta y retrocedido hasta Caracas, luego de intensos combates la ciudad no se rendiría hasta que el ejército realista no ofreciera un armisticio. Los realistas se sorprendieron de como los patriotas lograron defender la ciudad con tan pocos recursos.
Ya como general de brigada (1823), fue nombrado intendente del departamento de Venezuela de la Gran Colombia. En 1826 se enfrentó a José Antonio Páez, aunque luego firmó la solicitud de separación de Venezuela del gobierno de Bogotá. Falleció en Caracas el 23 de marzo de 1833.

## Vida personal
Hijo de Juan Luis de Escalona y Pérez-Hurtado y de Francisca Arguinzones y Oviedo.
Entre su antecedentes familiares se puede señalar que fue bisnieto del historiador José de Oviedo y Baños y hermano del sacerdote patriota Rafael de Escalona.

## Honores
En el municipio El Hatillo del estado Miranda el único liceo de ese municipio lleva su nombre. También en dicha población hay una plaza con un busto de Juan Manuel de Escalona.
En la ciudad de Valencia, estado Carabobo se encuentra la avenida Escalona (108) entre Av. Aranzazu (109) y Av. Andrés Bello (107)